# Liga Nacional de Consumidores

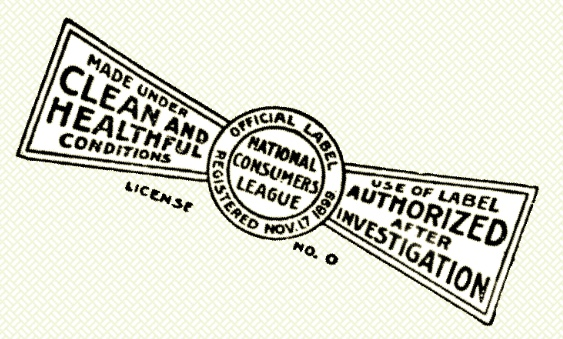
Etiqueta de la Liga Nacional de Consumidores, 1899.

La Liga Nacional de Consumidores (LNC) (en inglés; National Consumers League, abreviada, NCL), fundada en 1899, es una organización de consumidores estadounidense. La National Consumers League es un grupo de defensa privado y sin fines de lucro que representa a los consumidores en temas de mercado y de trabajo. La LNC proporciona al gobierno, las empresas y otras organizaciones la perspectiva del consumidor sobre inquietudes que incluyen trabajo infantil, privacidad, seguridad alimentaria e información sobre medicamentos. 
La organización fue constituida en 1899 por las feministas y reformadoras sociales Jane Addams y Josephine Lowell. Su primera secretaria general fue Florence Kelley. Bajo la dirección de Kelley, el enfoque inicial de la Liga fue oponerse a las duras condiciones de trabajo no reguladas que muchos estadounidenses se vieron obligados a soportar. Los principios fundacionales de la LNC son: "Que las condiciones de trabajo que aceptamos para nuestros conciudadanos deben reflejarse en nuestras compras, y que los consumidores deben exigir seguridad y confiabilidad de los bienes y servicios que compran". El enfoque de la liga sigue siendo promover un mercado justo para trabajadores y consumidores.

## Florence Kelley

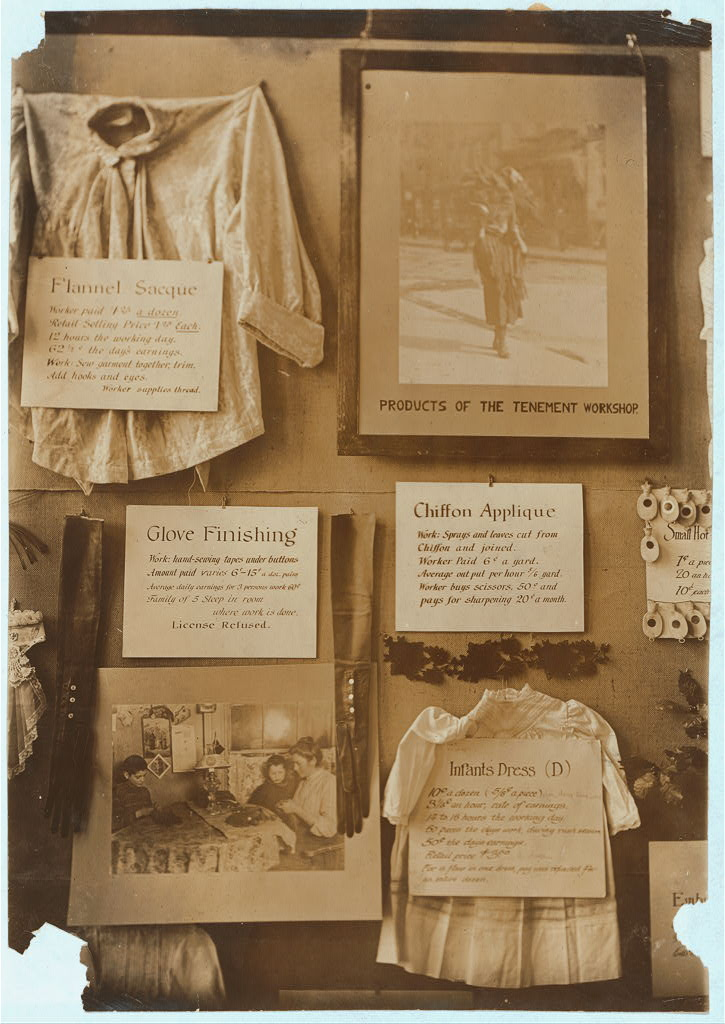
Parte de la exhibición, N.Y.C.L. y Liga de Consumidores sobre las condiciones de trabajo de las personas que fabricaron ropa.

Bajo el liderazgo de Kelley, la Liga estableció un etiquetado que certifica que los productos se fabricaron en condiciones de trabajo justas, protegió a los trabajadores de la explotación por parte de los empleadores, promovió la inspección de alimentos y abogó por las restricciones del trabajo infantil, la limitación de las horas de trabajo y el establecimiento de leyes de salario mínimo para las mujeres. Kelley se opuso a las maquiladoras y por el salario mínimo, jornadas laborales de ocho horas y los derechos de los niños.
Al fundar la Liga Nacional de Consumidores en 1899, una de las grandes preocupaciones de Kelley era que la liga se opusiera a la mano de obra. Kelley también trabajó para establecer una jornada laboral limitada a ocho horas. En 1907 ella participó en el caso de la Corte Suprema Muller v. Oregon, que buscaba anular los límites a las horas que las trabajadoras podían trabajar en profesiones no peligrosas. Kelley ayudó a presentar el "Informe Brandeis", que incluía evidencia sociológica y médica de los riesgos de trabajar largas horas, y sentó el precedente del reconocimiento de la evidencia sociológica por parte de la Corte Suprema, que se utilizó con gran efecto más adelante en el caso "Brown v. Junta de Educación".

## Liderazgo actual
Sally Greenberg, ex abogada principal de la Unión de Consumidores (UC) (Consumers Union (CU)), es la directora ejecutiva de la Liga Nacional de Consumidores. Greenberg ha trabajado con miembros del Congreso, la Administración Nacional de Seguridad del Tráfico en Carreteras, otras agencias federales, los medios de comunicación y las organizaciones de seguridad del consumidor para dar forma a la política en temas como la seguridad de los productos, la seguridad de los automóviles y la reforma legal y de responsabilidad. 

## Campañas educacionales
Las campañas educacionales actuales de la LNC incluyen: 
Elige perder (Choose To Lose), la nueva encuesta de la LNC realizada por Harris Interactive revela que, si bien muchos estadounidenses piensan que son "más ligeros" de lo que son, un médico no les dice a la mayoría que necesitan perder peso. 
LNC; Cinco peores trabajos para adolescentes 2007 (NCL's Five Worst Teen Jobs 2007) advierte a los jóvenes y a los padres sobre los peligros de algunos trabajos de verano. Más de un millón de jóvenes han resultado heridos en el trabajo desde la publicación del Informe de NIOSH sobre las deficiencias en las protecciones federales del trabajo infantil. 
La segunda encuesta anual de Responsabilidad Social Corporativa (Corporate Social Responsibility) realizada con Fleishman-Hillard Inc, examinó las expectativas que el público tiene de la América corporativa y los factores que impulsan esas creencias y actitudes. 

## Programas
- Artes de la Vida (LifeSmarts) (www. LifeSmarts.org) es un programa gratuito diseñado para enseñar a los adolescentes los derechos y responsabilidades del consumidor en lo que respecta a la salud, las finanzas, la tecnología y el medio ambiente.[6]
- Fraud.org es una plataforma de informes a través de la cual la Liga Nacional de Consumidores recopila información sobre estafas, extrae tendencias de los datos y envía informes a las fuerzas del orden público.[7]
- La Coalición del Trabajo Infantil (The Child Labor Coalition) (www. StopChildLabor.org) se formó en 1989 para combatir el trabajo infantil y proteger a los trabajadores adolescentes de los riesgos para la salud y la seguridad. Está copresidido por la Liga Nacional de Consumidores y la Federación Estadounidense de Profesores (American Federation of Teachers).[8]
- Escribe Tu Futuro (Script Your Future) (www. ScriptYourFuture.org) es una iniciativa de concientización pública que enseña a los pacientes sometidos a terapia de prescripción a largo plazo la importancia de comunicarse con los profesionales de la salud y seguir los regímenes cuidadosamente.[9]